# Allium brandegeei
Allium brandegeei  (лат.) — многолетнее травянистое растение, вид рода Лук (Allium) семейства Луковые (Alliaceae)

## Описание
Allium brandegeei — многолетнее травянистое растение. Луковица яйцевидная, одиночная или собранные в группу; внешняя оболочка плёнчатая с шестиугольными сетками. Стебли длиной 3–10 см. Листья желобчатые, иногда серповидные, шириной 1–3 мм. зонтик компактный полушаровидный с 8–25 цветками. Цветоножки длиной 5–15 мм; прицветники яйцевидные, заострённые. Цветки от белого до розового цвета с зелёными прожилками; листочки околоцветника длиной 5–8 мм. Поверхность семян гладкая.

## Ареал и местообитание
Allium brandegeei произрастает на западе США. Встречается в западном Колорадо, Юте, Айдахо, восточном Орегоне, в Монтане (округ Парк) и Невада (округ Парк).
Растёт на песчаной, каменистой почве на высоте 1200–3300 м над уровнем моря. Одно растение дает 1–5 круглых или яйцевидных луковиц диаметром до 1,5 см. Цветки колокольчатые, длиной до 8 мм; листочки околоцветника белые с зелёной или фиолетовой средней жилкой.

## Биология
Растение опыляется следующие видами: Bombus bifarius, Bombus centralis, Bombus flavifrons, Bombus huntii, Bombus melanopygus, Bombus sylvicola, Bombus occidentalis и Bombus bohemicus.

## Галерея

Allium brandegeei
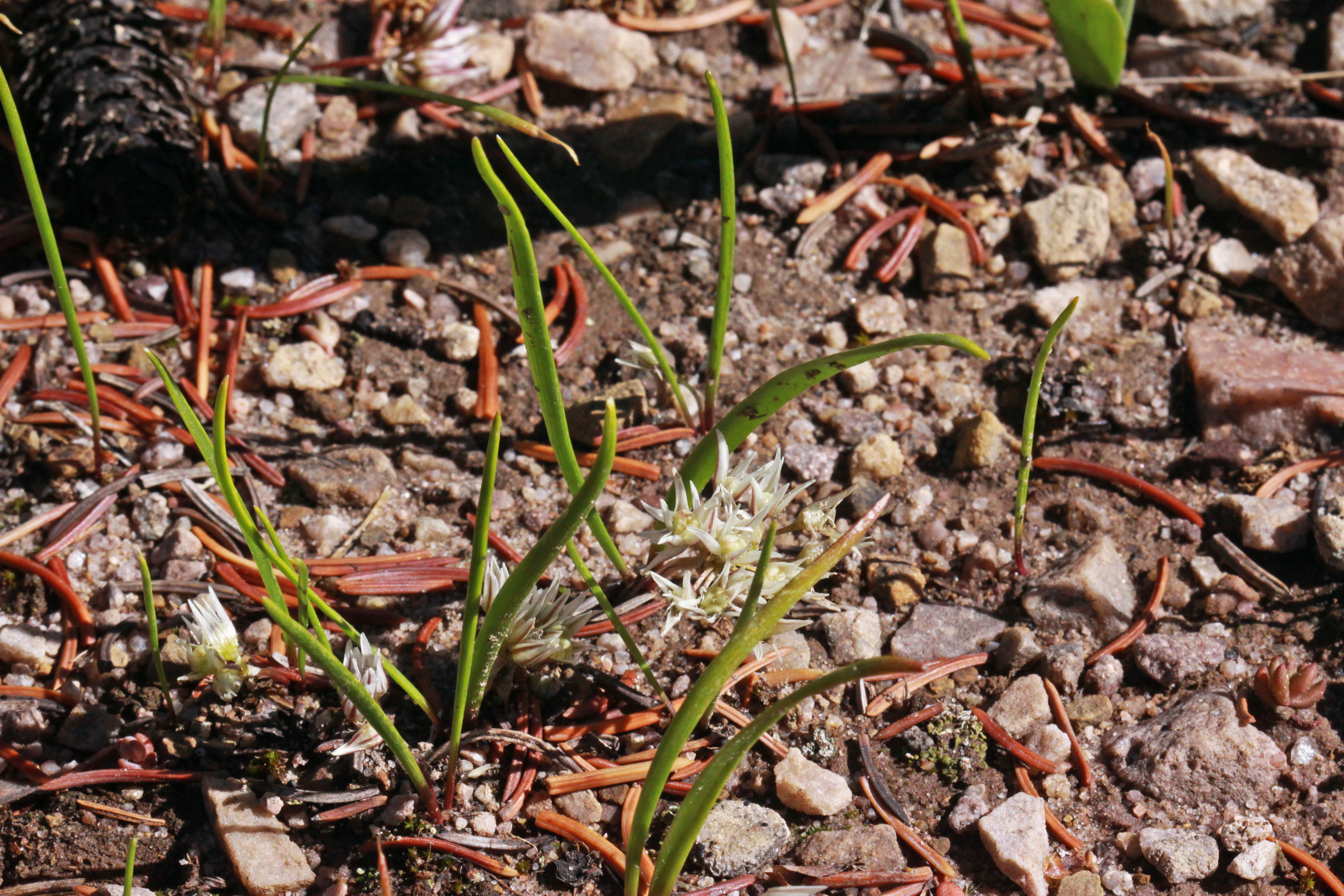
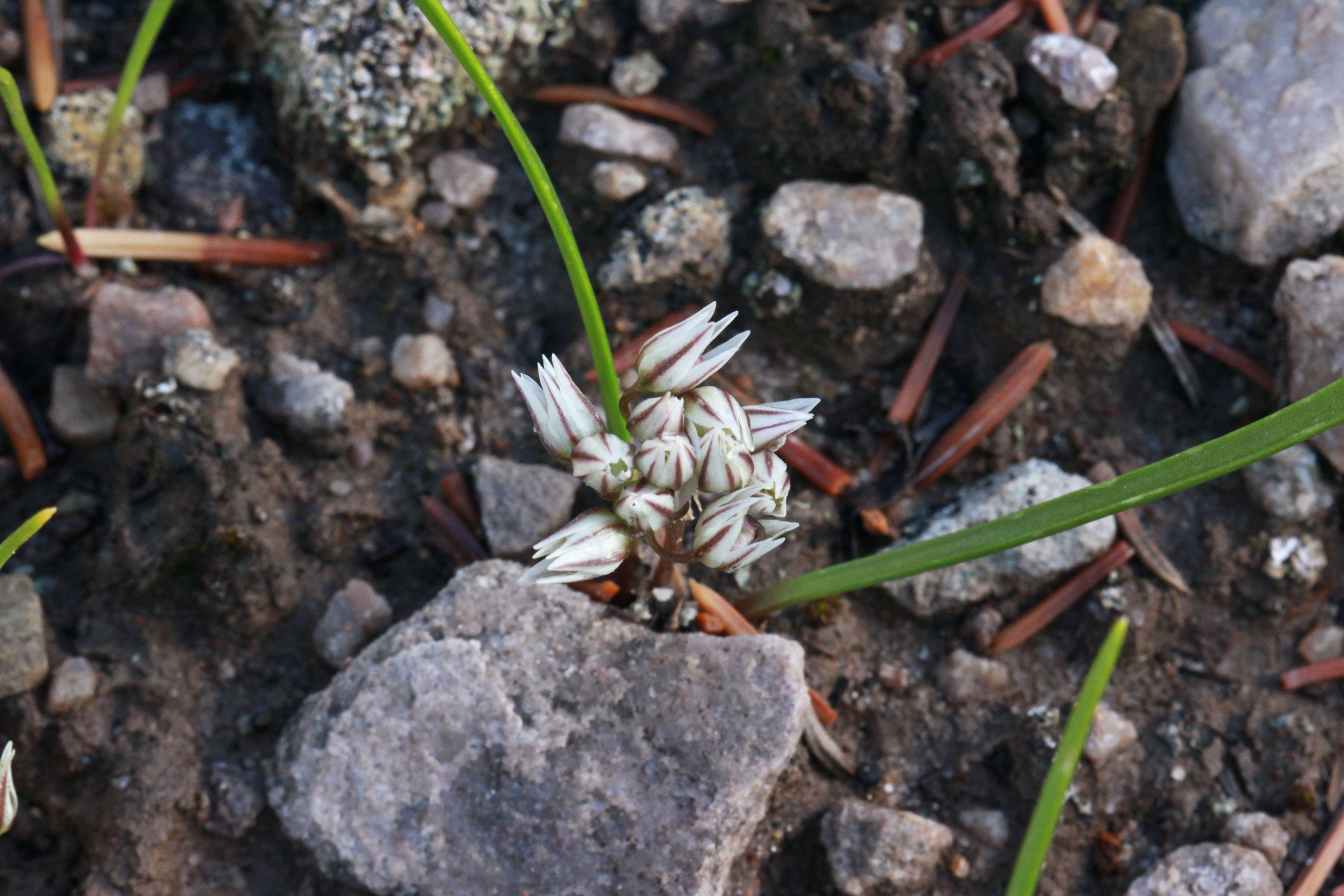
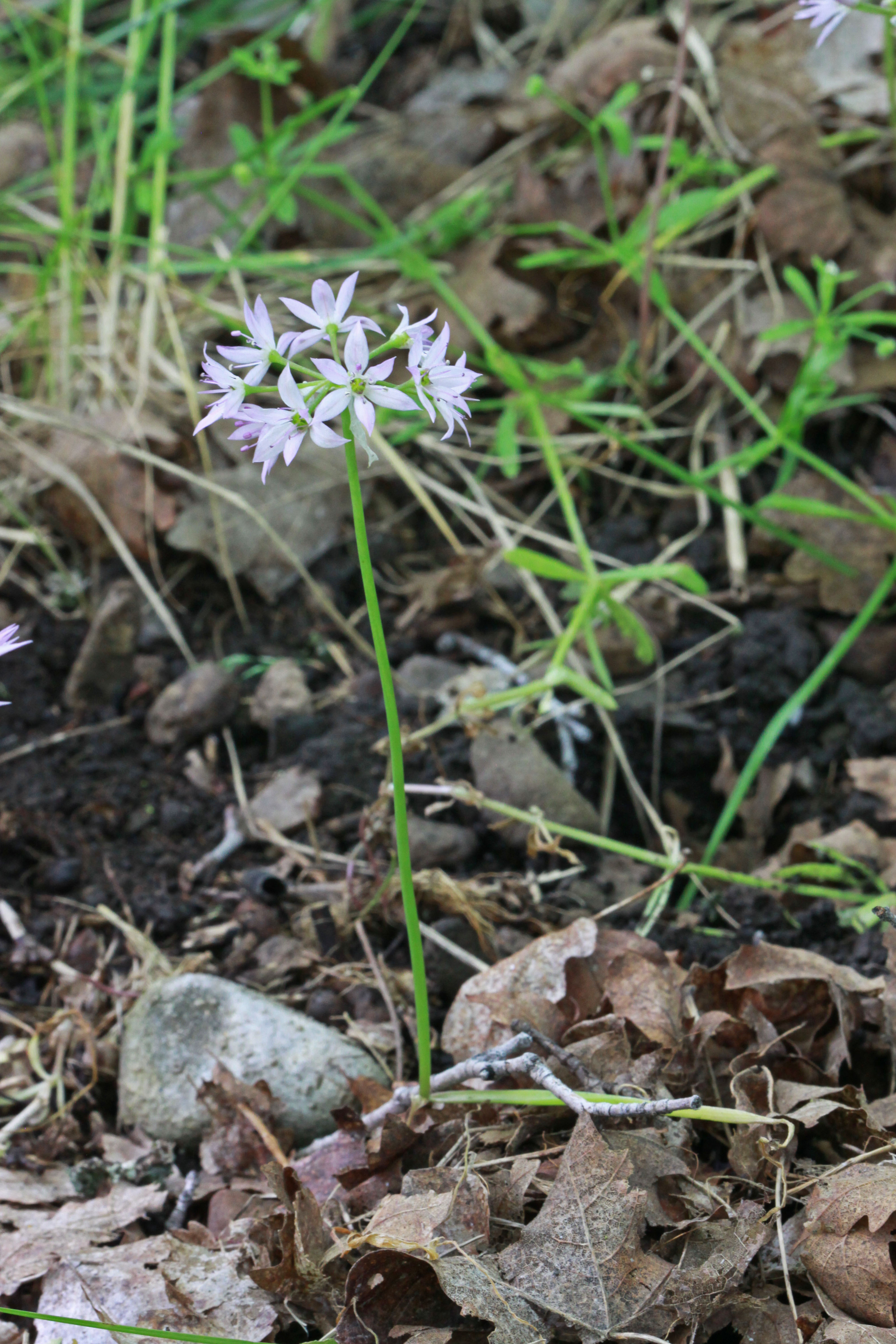
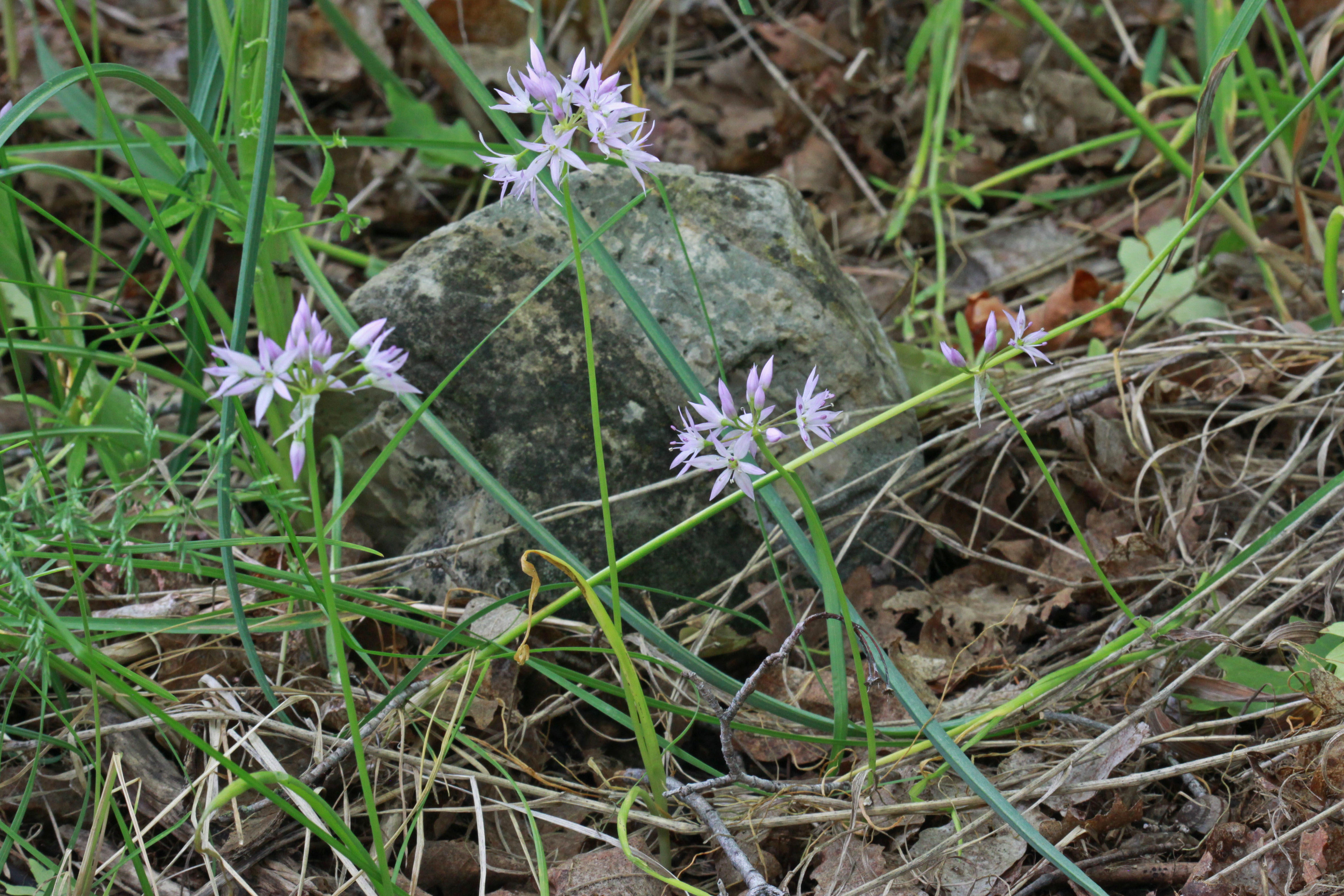
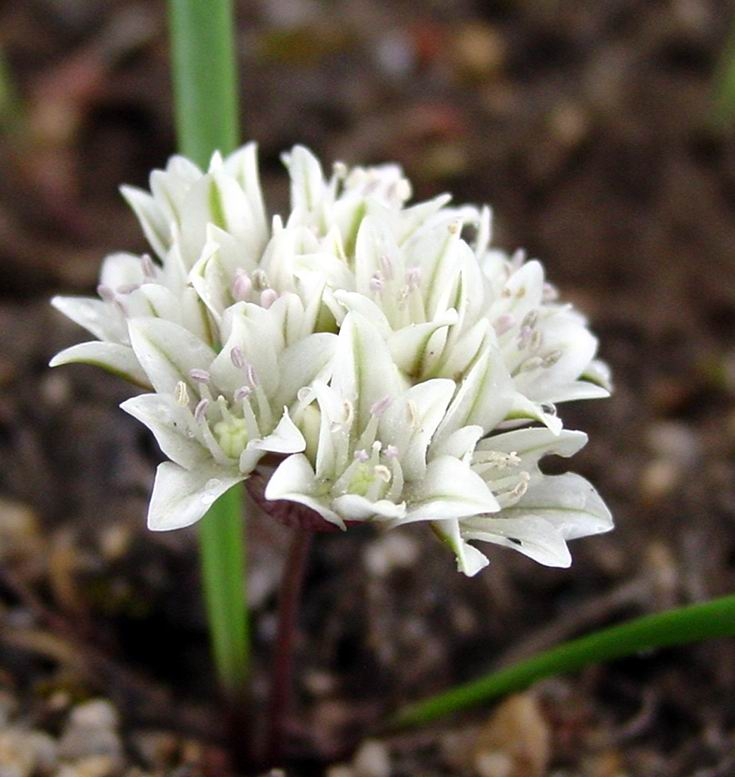